# 月亮宝石

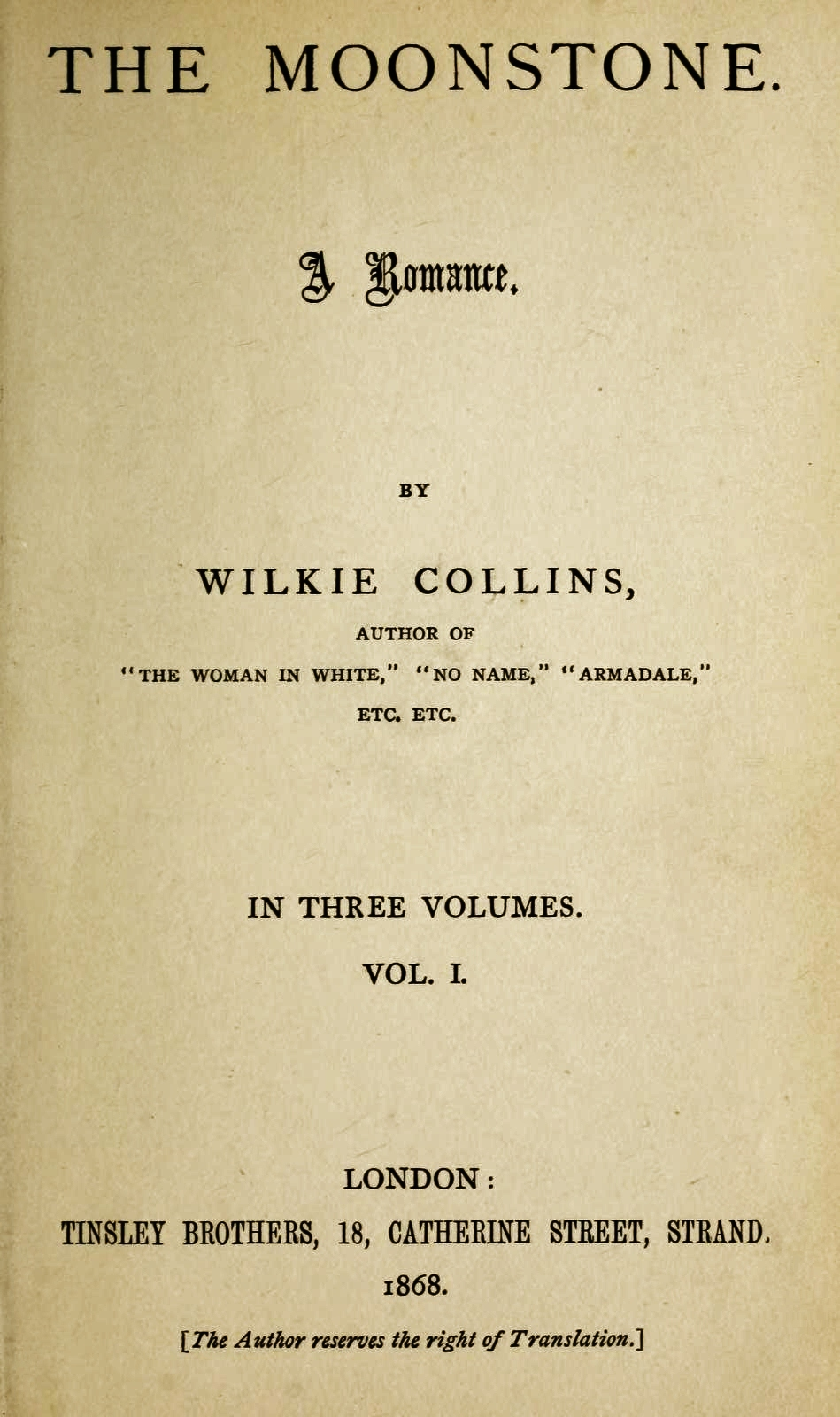
月亮宝石

《月亮宝石》（The Moonstone）是十九世纪的一位英国著名作家—威廉·威尔基·柯林斯所著作的一部代表性的推理小说。该书于1868年出版后，被文坛一致公认此书为他的最佳作品，后世更被誉之为“第一部英国侦探小说，也是最伟大的一部”，从此柯林斯也就戴上了“现代侦探小说鼻祖”的桂冠。以写《福尔摩斯探案》而闻名的柯南·道尔（Conan Doyle）也在很大程度上受到他的影响。

## 内容概要
1799年，英国军队侵略印度圣城塞林加帕坦，官兵们杀烧抢掠，无恶不作。而就在那时印度世代相传的举世闻名的秘宝—月亮宝石被一个英国军官从印度寺院中给盗走了，从此这颗宝石就流入到了英国社会。相传这颗被诅咒了的宝石将会夺取非法占有它的人的生命。印度人不甘心国宝落入异邦手中，乃悄悄追随着宝石跟踪至英国，伺机夺回。那位盗走月光宝石的军官作贼心虚，自知命在旦夕，便想出利用这颗宝石来嫁祸他人，他便把这颗宝石送给了他的外甥女雷茜儿，从此雷茜儿家就开始闹得乌烟瘴气，毫无宁日。没过多久，这颗宝石竟然被告知神秘失踪了。后来侦探介入此事调查这颗宝石到底何去何从。

## 该书特色
该作把十九世纪英国上流社会的生活面貌呈现在读者眼前，在这个悬疑故事里，不仅描绘了上流社会的世态炎凉，也充分暴露了宗教的虚伪与“慈善事业”的本质。在书的序幕中，还大胆地揭发了英国侵略军队在印度圣域所犯下的滔天罪行：杀烧抢掠、破坏古迹、盗窃神器等等。
《月亮宝石》原书共有四十余万字，最初的中文译本是根据苏联莫斯科外文出版社1955年出版的节本译出，篇幅仅及原书的三分之一。节本原是供二至三年级的大学生及英文专科学校的学生课外阅读的，因此删节颇多，个别复杂长句都经过重新改写。则节本的好处是故事简洁完整，原书中长而乏味的内容都被修剪掉了，但也难免删掉一些必须保持的主要细节，个别地方甚至略有咎错。
原书原分为“序幕”“正文”和“尾声”三个部分，节本则保持这个分部；不过原书“正文”中有八个故事，节本“正文”中删去第七个故事“坎迪先生的一封来信”及第八个故事“迦百里尔·贝特里奇撰稿”两章。原书“尾声”原有三章，节本“尾声”中则删去了第一章“克夫探长助手之叙述”及第二章“船长之叙述”。删去的章节与原书线索发展无甚关连，所以节本的故事基本上还是完整的。

### 序幕
- 猛攻塞林加帕坦（1799）
  - 摘自一份家书

### 第一部
- 宝石失窃（1848）
  - 裘丽娅·范林达夫人的总管—迦百里尔·贝特里奇叙述的种种事件

### 第二部
- 真相大白（1848-1849）
  - 故事一：克拉克小姐的追述
  - 故事二：马修·布罗夫律师的补叙
  - 故事三：弗兰克林·布莱克回忆亲身经历
  - 故事四：埃兹拉·詹宁斯的日记摘录
  - 故事五：弗兰克林·布莱克的后续报道
  - 故事六：卡夫探长的独家分析
  - 故事七：坎迪先生的一封来信
  - 故事八：加布里埃尔·贝特里奇带来的好消息

### 尾声
- 莫士威特先生的报告（1850）
  - 引自至布罗夫先生书